# Shinji Shôbôgenzô

Le Shinji Shôbôgenzô (ou Mana Shôbôgenzô) est une compilation de trois cents histoires zen ou kōan, effectuée par le maître zen Dōgen (1200-1253). L’ouvrage rédigé en chinois se divise en trois parties regroupant chacune cent kôans. Ceux-ci sont en fait des mondō chinois, soit des conversations des anciens maîtres bouddhistes avec leurs disciples, que Dôgen a compilés sans les commenter. Ce livre a sans doute été une sorte de carnet de notes qu'il a colligées pour les réutiliser dans ses sermons à ses moines, et surtout pour les commenter longuement dans son œuvre maîtresse, le Shôbôgenzô en japonais.

## Titre
Shôbôgenzô signifie « Le trésor de l'œil droit du Dharma » et shinji « caractères originaux ou vrais », ce qui renvoie aux caractères chinois dans lesquels le livre est rédigé. Le Shinji Shôbôgenzô est aussi connu sous le nom de Shôbôgenzô Sanbyakusoku (« Shôbôgenzô des Trois Cents Versets ») ou Mana Shôbôgenzô (le mot mana étant une autre lecture de « shinji »).

## Composition et datation

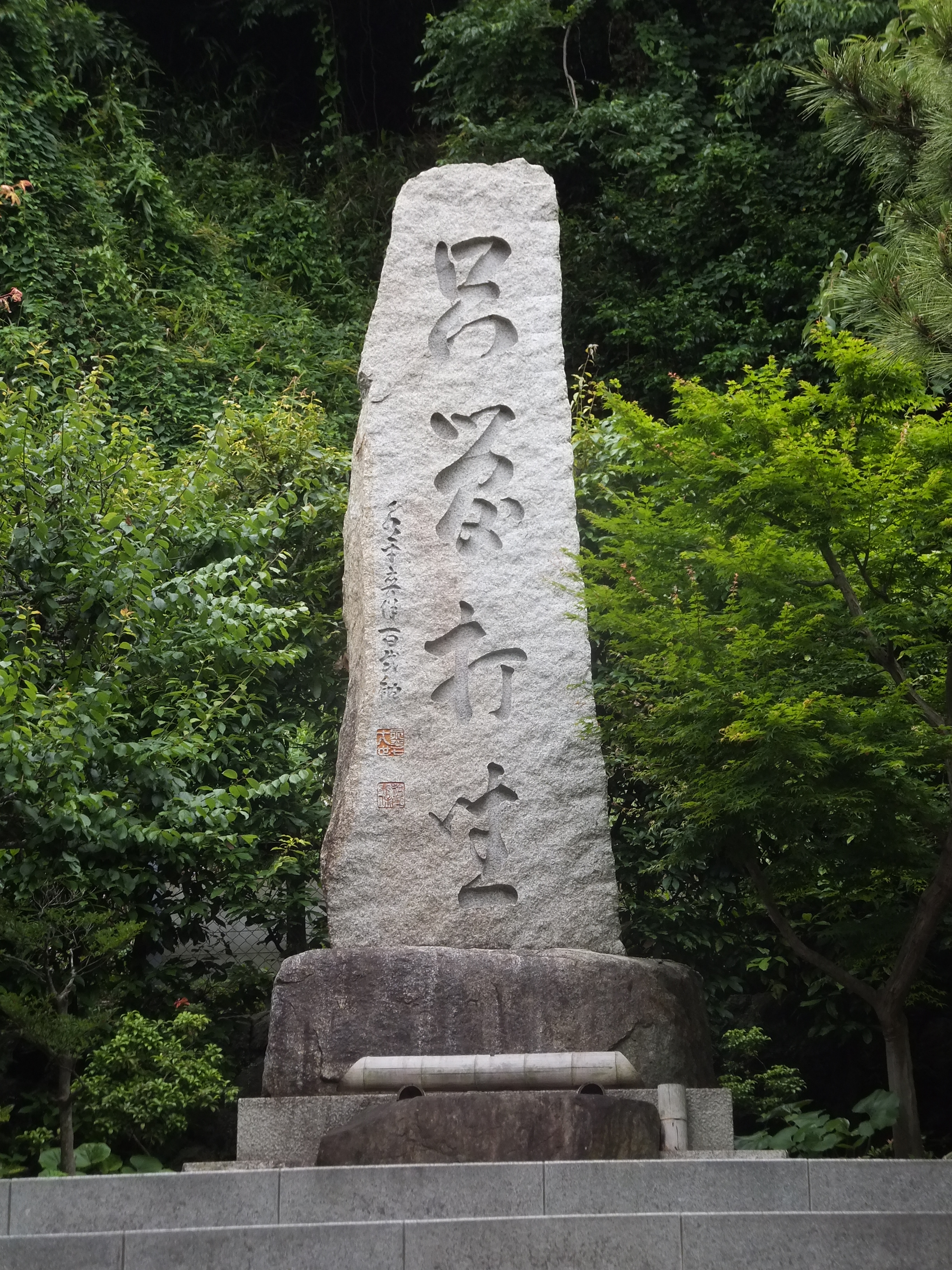
Stèle en l'honneur de Dôgen, sur laquelle est gravé le mot Shikantaza (« juste s'asseoir »). Kamakura.

Compilés au xiiie siècle par Dôgen, fondateur de la secte zen Sōtō, les trois cents kôans sont répartis en trois sections ou « livres » de cent kôans. À l'origine, le Shinji Shôbôgenzô était simplement intitulé Shôbôgenzô, comme le grand ouvrage de Dôgen en japonais. Il semble que Shinji ait été ajouté plus tard, probablement afin de distinguer les deux œuvres. Contrairement aux recueils classiques de kôans, les textes rassemblés ne comportent ni titre ni commentaire de leur colligeur,.
Pendant des siècles, la paternité du Shinji Shôbôgenzô a été contestée, et en fait, jusqu'en 1934, la seule version disponible était un manuscrit de la période Edo datant du milieu des années 1700, découvert par le maître sôtô Shigetsu Ein. Celui-ci l'avait commenté, et après sa mort, le tout fut publié par un de ses disciples sous le titre Nempyô sambyakusoku funogo (« L'indicible des trois cents cas »),.
Cette année 1934, on fit une importante découverte dans des archives de documents médiévaux à Kanagawa : il s’agissait de la copie du deuxième des trois livres (cas 101 à 200) du Shinji Shôbôgenzô, datée de 1288. C’était là la preuve que le livre existait quelques années après la mort de Dôgen en 1253, et la confirmation de sa diffusion à l'époque Kamakura. Concernant la paternité de l'ouvrage, il faut ajouter que les kôans eux-mêmes présentent de grandes similitudes avec leurs citations dans le Shôbôgenzô japonais de Dôgen. 
Aujourd'hui, si les origines et la rédaction du Shôbôgenzô de Shinji restent le sujet de recherches universitaires et que l'on n'a pas fini de s'interroger sur ces questions, l'exégèse moderne ne remet plus en question a l'attribution, longtemps discutée, de ce texte : la plupart des chercheurs s'accordent à voir l’ouvrage comme dû au « pinceau » de Dôgen. À côté de cela, on discute aussi beaucoup de la date de sa compilation. Il y a de bonnes raisons de penser que Dôgen à entamé ce travail au moins durant sa période au temple de Kennin-ji où il étudiait, avant son voyage en Chine, peut-être pour servir de matériel de référence pour ses études. On estime qu'il le compila ensuite aux alentours des années 1235 alors qu'il dirigeait le monastère de Kōshō-ji à Kyôto.

## Fonction de l’ouvrage et lien avec l’œuvre de Dôgen

### Dôgen et les kôans
On a opposé le zen Sôtô et Rinzai sur l'emploi des kôans, surtout à partir du xviiie siècle: la première se caractériserait par son rejet du kôan au profit de la simple assise (shikantaza). En fait, Dôgen a étudié auprès de Eisai, un maître Rinzai, et l'on doit être plus nuancé sur son rapport avec le kôan. 
Toutefois, des divergences entre les deux écoles demeurent. Il s'agit principalement d’une part des liens entre les textes de la dynastie Song dans lesquels ces histoires sont recueillies à l'origine (à titre d'exemple, le Keitoku Dentoroku (« Recueil de la Transmission de la Lampe (en) »), à côté de titre moins connus) — et qui ont servi sans doute servi de source à Dôgen; d’autre part sur la relation qu’entretiennent les deux textes du Shôbôgenzô. 

### Les deuxShôbôgenzô
Il semble clair que Dôgen utilisait sa collection de kôans comme source pour ses conférences et ses livres (en particulier le Shôbôgenzô japonais),. Et tandis que le Shinji Shôbôgenzô présente un simple enregistrement des kôans, sans commentaire, il n’en va pas de même dans le Kana Shôbôgenzô (en japonais) ni dans l’Eihei Kôroku — un fort volume de comptes-rendus de ses enseignements : dans l’un et l’autre de ces deux ouvrages, Dôgen fait référence à nombre de ces histoires, tout en les commentant, les interprétant, voire les déconstruisant et les reconstruisant pour les adapter à ses objectifs didactiques. 

### Le kôan selon Dôgen
Il importe de relever que Dôgen fait une distinction entre ces mondo et les kôans. En effet, il n'appelle pas ces mondos kôan mais kosoku (c'est-à-dire « [dialogues] relevant de l'ancien paradigme ») ou innen « (cause ou résultat, circonstances, histoire »). Dans son œuvre, il utilise en fait le mot « kôan » pour désigner le Dharma ou l'Univers dans lequel nous vivons; et il voit derrière ce mot (tout comme une partie de la tradition) des événements de l'éveil, compris comme le présent vivant et les réalités vécues de la vie —  en somme, une réalisation de la vérité elle-même. On retrouve ce sens par exemple dans le chapitre initial du Shôbôgenzô intitulé « Genjo-kôan » (« L'Univers Réalisé » ou « le kôan réalisé dans la vie »), usage qui diffère de la signification que l'école Rinzai donne à ce mot, à savoir celui de problèmes paradigmatiques pour la méditation, exprimés dans des formules soigneusement tournées. 
Dans ses écrits et ses enseignements oraux, Dôgen utilise donc ce type d'histoires, qu'il a recueillies pour approfondir et expliquer les enseignements bouddhistes et le système de la logique bouddhiste. Cependant, il faut souligner que, nulle part dans ses œuvres, il ne recommande que ces histoires de kôan soient utilisées comme des éléments de la pratique de zazen.